# 布魯斯角
布魯斯角（英語：Cape Bruce）是南極洲的海岬，位於麥克羅伯特森地，處於烏姆灣東部，探險隊在1931年2月18日首次踏足該海岬，以澳洲前總理命名，現時由南極條約體系管理。
67°25′S 60°47′E / 67.417°S 60.783°E